# شرط‌بندی بی‌خدا
شرط‌بندی بی‌خدا (به انگلیسی: Atheist's Wager) پاسخی خداناباورانه به شرط‌بندی پاسکال در مورد وجود خداست. بر خلاف شرط‌بندی پاسکال که به عنوان برهانی برای سودمندتر بودن اعتقاد به وجود خدا تنظیم شده، شرط‌بندی بی‌خدا برهانی برای سودمندتر بودن عدم اعتقاد به وجود خدا است.
این مفهوم را مایکل مارتین در سال ۱۹۹۰ در کتاب خود، بی‌خدایی: توجیه فلسفی منتشر کرد و عمومی ساخت.
شرط‌بندی پاسکال بیان می‌کند که حتی اگر دلیلی برای وجود خدا نداشته باشیم، عاقلانه‌تر (سودمندتر) است که به وجود خدا اعتقاد داشته باشیم، زیرا اگر خدا وجود نداشت، ضرر بزرگی نکرده‌ایم، ولی در صورت وجود خدا ضرر بزرگتری (جهنم) متوجه ما خواهد بود. خدای احتمالی در شرط‌بندی پاسکال، افرادی را که کار خوب انجام داده‌اند ولی به او باور نداشته‌اند عذاب می‌دهد؛ ولی در شرط‌بندی بی‌خدا، خدای احتمالی یک خدای خیراندیش (benevolent) در نظر گرفته می‌شود، که کار خوب را فارغ از باور یا عدم باور به او پاداش می‌دهد.

## تقریر برهان
در شرط‌بندی پاسکال، ایمان بیشترین پاداش را در پی دارد، ولی در شرط‌بندی بی‌خدا کار نیک (فارغ از باور) بیشترین پاداش را دریافت می‌کند. طبق این برهان بیشترین سود در حالت باور نداشتن و کار خوب کردن حاصل می‌شود، زیرا اگر خدای خوبی وجود نداشته باشد، فرد با زندگی خوب خود ضرری نکرده‌است، و اگر هم خدای خوب وجود داشته باشد باز هم ضرری نخواهد کرد زیرا یک خدای خوب به عمل نیک بیشتر از باور/عدم باور به خدا اهمیت می‌دهد.
به‌طور خلاصه:
اگر فرد به خدا باور نداشته باشد
|                         | زندگی خوب | زندگی بد  |
| ----------------------- | --------- | --------- |
| خدای خیراندیش وجود دارد | ∞+ (بهشت) | ∞- (جهنم) |
| خدا وجود ندارد          | + بی‌نهایت | - بی‌نهایت |

اگر فرد به خدا باور داشته باشد
|                         | زندگی خوب | زندگی بد  |
| ----------------------- | --------- | --------- |
| خدای خیراندیش وجود دارد | ∞+ (بهشت) | ∞- (جهنم) |
| خدا وجود ندارد          | + بی‌نهایت | - بی‌نهایت |

در نتیجه، طبق شرط‌بندی بی‌خدا، چه خدای خوب وجود داشته باشد چه وجود نداشته باشد، زندگی خوب سودمندتر است.

## نقد
اشکالی که بر شرط‌بندی پاسکال وارد است، در شرط‌بندی بی‌خدا نیز وجود دارد. آن‌ها هر دو از مغالطه معمای غلط استفاده می‌کنند، به این شکل که حالت‌های ممکن را فقط به دو حالت مد نظر خود محدود می‌کنند. در شرط‌بندی بی‌خدا، تنها دو احتمال در نظر گرفته شده‌است:
1. خدای مهربانی وجود دارد که بر اساس عملکرد، پاداش یا جزا می‌دهد.
2. خدای مهربانی وجود ندارد.

در صورتی که بی‌نهایت خدایان مختلف با شرایط مختلف ممکن است وجود داشته یا وجود نداشته باشد. مثلاً در صورت اعتقاد به یک خدای اشتباه در یک دین اشتباه، ممکن است بیشتر موجب خشم آن خدا شود تا باور نداشتن به آن خدا به علت نبود شواهد.